# Villafrechós
Villafréchos ist ein nordspanisches Dorf und Hauptort einer Gemeinde (municipio) mit 468 Einwohnern (Stand: 2024) in der Provinz Valladolid in der Autonomen Gemeinschaft Kastilien-León. 

## Lage und Klima
Villafréchos liegt in der Region Tierra de Campos auf der kastilischen Hochebene in einer Höhe von ca. 740 m. Die Provinzhauptstadt Valladolid befindet sich mit ihrem Stadtzentrum etwa 53 Kilometer (Fahrtstrecke) südöstlich. 
Das Klima im Winter ist durchaus kalt, im Sommer dagegen warm bis heiß; die eher spärlichen Regenfälle (ca. 471 mm/Jahr) fallen überwiegend im Winterhalbjahr.

## Bevölkerungsentwicklung
| Jahr      | 1970 | 1981 | 1991 | 2001 | 2011 | 2021 |
| Einwohner | 805  | 651  | 577  | 514  | 519  | 462  |

## Sehenswürdigkeiten

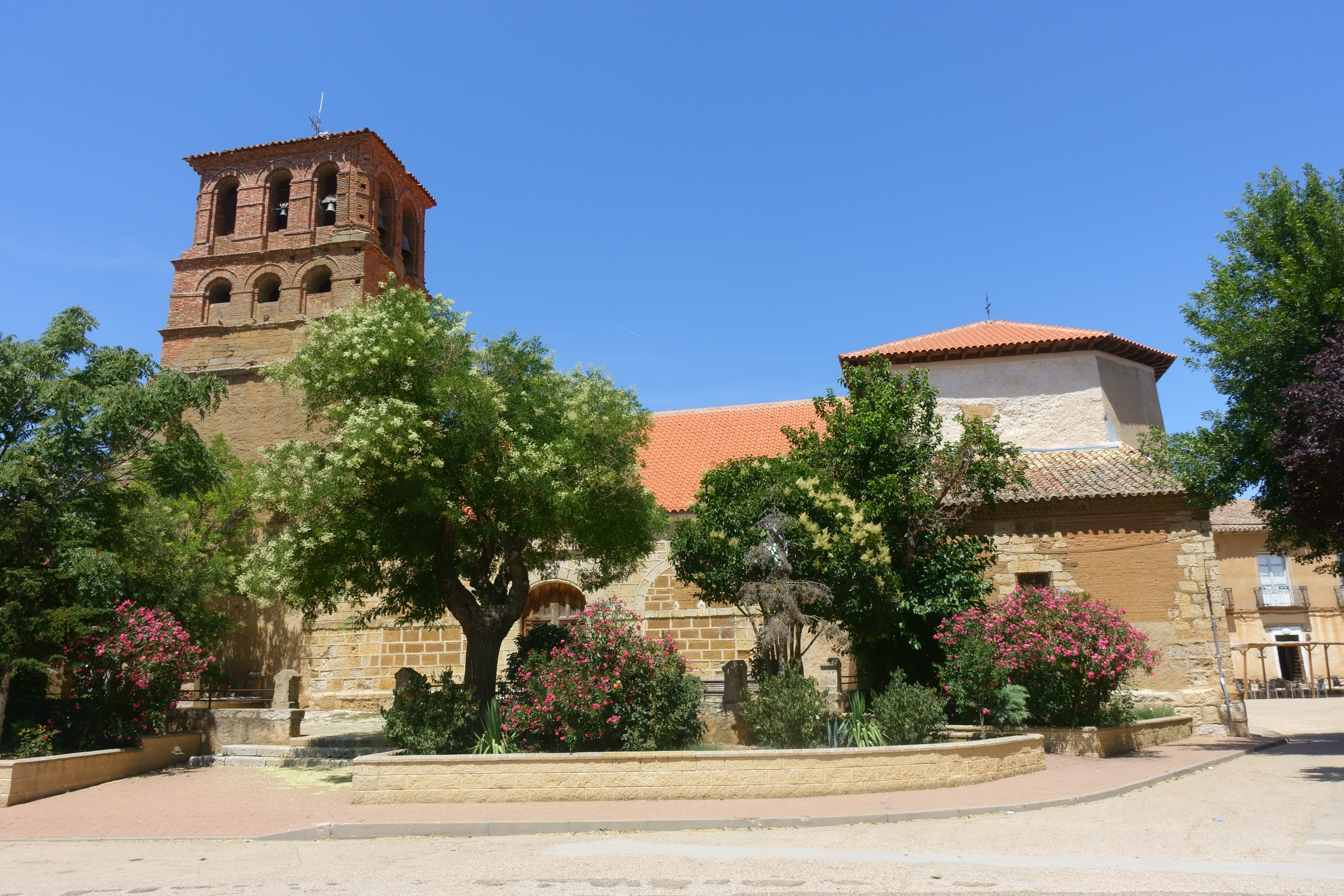
Christopheruskirche
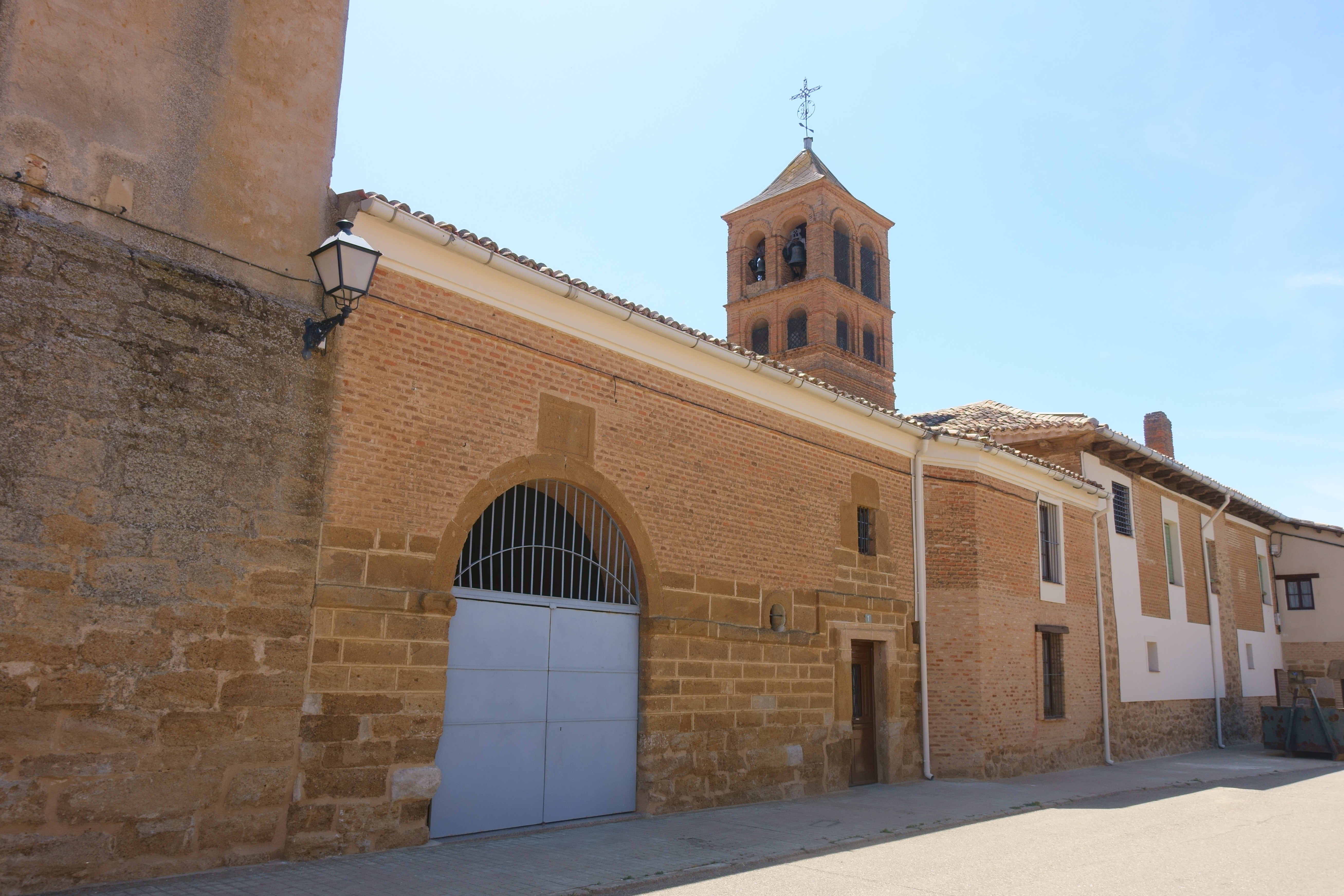
Konvent Santa Clara
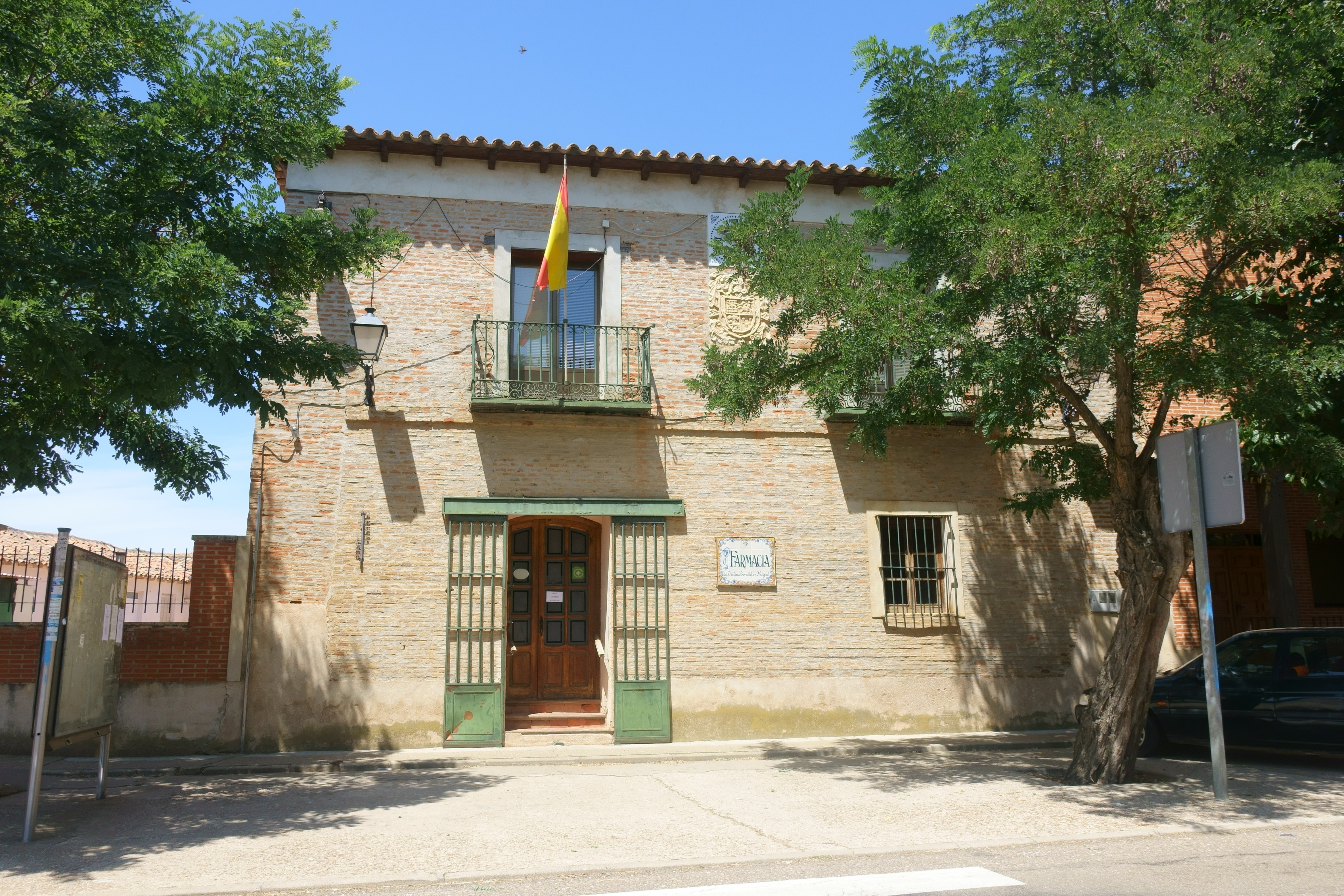
Marienkapelle

- Christopheruskirche
- Konvent Santa Clara
- Rathaus